# هات ریور (استرالیای جنوبی)
هات ریور (استرالیای جنوبی) (به انگلیسی: Hutt River (South Australia)) رودخانه‌ای است که در استرالیا جریان دارد.